# Medernach
Medernach (luxemburgisch Miedernachⓘ) ist eine Ortschaft der luxemburgischen Ernztalgemeinde. Bis Ende 2011 war Medernach der Hauptort der gleichnamigen Gemeinde, die zum Kanton Diekirch gehörte. Die Gemeinde Medernach wurde zum 1. Januar 2012 mit Ermsdorf zur Ernztalgemeinde fusioniert.

## Geographie

### Lage
Medernach liegt im Kanton Diekirch und somit im nordöstlichen Teil von Luxemburg. Die einstige Gemeinde wird zwar zum Norden des Landes gezählt, gehört aber noch zum Gutland und nicht zum Ösling. Durch Medernach fließt die Weiße Ernz.

### Zusammensetzung der ehemaligen Gemeinde
Die frühere Gemeinde Medernach bestand aus den Ortschaften Medernach, Savelborn, Marxbierg, Osterbour (Ousterbur), Pletschette und Kitzebur. Die Ortschaft Medernach bildete mit ungefähr 900 Einwohnern den größten Teil der Gemeinde. Savelborn gehörte gleich zwei Gemeinden an. Obwohl der größte Teil dieser kleinen Ortschaft mit gut 80 Einwohnern der Gemeinde Medernach angehörte, wurde ein Bauernhof der Gemeinde Waldbillig zugeordnet.

### Nachbargemeinden der ehemaligen Gemeinde
Die einstige Gemeinde Medernach grenzte im Norden an die Gemeinde Ermsdorf, im Osten an Waldbillig (Savelborn und Freckeisen), im Süden an Larochette (Fels) und im Westen an Nommern.

## Kultur

### Sport
- Fußballverein (FC Blo-Wäiss Miedernach),
- Tischtennisverein (Dëschtennis Olympic)
- Kegelverein (Keeleclub 92 Miedernach).

### Musik
- Gesangverein Chorale St. Cecile Miedernach
- Fanfare Medernach
- Das nahegelegene Musikkonservatorium der Städte Diekirch und Ettelbrück hält einige Kurse in Medernach ab.
- Mit der R.O.M. (Radioorganisatioun Miedernach) besitzt Medernach auch einen eigenen Radiosender